# 소송지휘권
소송지휘권(訴訟指揮權)은 소송의 주재자로서의 법원이 심리를 원만하고 신속하게 또는 완전하게 진행시키기 위하여 정황에 응한 정당한 조치를 강구하는 권능을 말한다. 그러나 동시에 소송의 촉진과 재판의 적정을 기하기 위하여 필요한 법원의 의무라는 면도 가진다. 이러한 권능은 통상 법원에 속하는데(130조), 변론기일이나 증거조사기일의 지휘는 재판장이 대표해서 행사하며(125조-128조), 기일지정이나 소장의 심사는 재판장 독자의 권한에 속한다.(152조, 231조). 소송지휘는 변론·증거조사의 지휘 등 사실행위로서 또는 출석명령이나 변론의 제한·분리·병합과 같이 재판(법원이 하는 것은 결정이고 재판장이 하는 재판은 명령)으로 행한다. 소송지휘권의 내용에는 ① 절차의 추진에 관한 것. ② 사건의 해결을 도모하는 것(화해의 시도：135조)과 ③ 소송관계를 명확하게 하는 조치(석명권의 행사：126조, 127조)가 있다. 절차의 추진에 관한 것으로는 다음과 같은 것이 있다. (1) 절차의 진행에 관한 소장의 보정명령(231조)과 기일의 지정·변경(152조). (2) 기일에 있어서 변론의 정리에 관한 재판장의 변론지휘권, 특히 발언의 허가·금지(125조). (3) 심리의 정리를 위하여 행하는 심판의 재판의 편의를 위한 이송(31조), 준비절차명령(253조), 변론의 제한·분리·병합(131조), 변론의 종결이나 재개(132조). (4) 실기(失機)한 공격방어 방법의 각하(138조).